# Уршвикен
Уршвикен (на шведски: Ursviken) е град в Североизточна Швеция, лен Вестерботен, община Шелефтео. Разположен е около устието на река Шелефтеелвен на брега на Ботническия залив. Намира се на около 590 km на североизток от централната част на столицата Стокхолм и на около 110 km на североизток от главния град на лена Умео. От общинския център Шелефтео отстои на 6 km на югоизток. Непосредствено до източата му част започва град Шелефтехамн. Има жп гара и пристанище. Населението на града е 3873 жители, по приблизителна оценка от декември 2017 г.